# Иунинцы
 Иунинцы — деревня в Кировской области. Входит в состав муниципального образования «Город Киров»

## География
Расположена на расстоянии примерно 4 км по прямой на юго-запад от железнодорожного вокзала станции Лянгасово.

## История
Известна с 1891 года как починок Иуницкий или Иуницы, где в 1893 году дворов 11 и жителей 53, в 1905 (Юнинцы или Иуницы) 11 и 58, в 1926 (Иунинцы) 14 и 68. Административно подчиняется Ленинскому району города Киров.

## Население
Постоянное население составляло 201 человек (русские 96%) в 2002 году, 187 в 2010.